# 넙도초등학교 서리분교
넙도초등학교 서리분교는 대한민국 전라남도 완도군에 있는 초등학교 분교이다.

## 학교 연혁
- 1950년 10월 2일: 서리국민학교 설립 인가
- 1952년 4월 5일: 서리국민학교 개교
- 1967년 4월 1일: 도서벽지학교 '을'급 지정
- 1982년 3월 1일: 넙도국민학교 분교장 격하 편입
- 1986년 1월 1일: 도서벽지학교 '나'급 조정
- 1989년 9월 1일: 도서벽지학교 '가'급 조정
- 1996년 3월 1일: 넙도초등학교 서리분교 개편
- 2020년 9월 1일: 넙도초등학교 병설서리분교장 유치원 개원

## 참고 자료
- 넙도초등학교서리분교장 - 한국교육학술정보원 학교알리미